# Église Saint-Nicolas d'Aiguevive
Pour les articles homonymes, voir église Saint-Nicolas.
L'église Saint-Nicolas d'Aiguevive est une église romane située au mas Sant Nicolau, au nord de Ponteilla, dans le département français des Pyrénées-Orientales.